# Улавун
Улавун (инд. Ulawun) је активни стратовулкан у Индонезији, који се налази на острву Нова Британија у Бизмарковом архипелагу, на истоку државе. Један је од најактивнијих вулкана на свету, а његова последња ерупција почела је 26. јуна 2019. године.

## Грађа и одлике
Вулкан Улавун спада у слојевите вулкане, а састоји се од наизменичних слојева базалта, андезита и тефре. Настао је на граници Аустралијске и Пацифичке тектонске плоче. Његова највиша тачка је на висини од 2.334 метра. Горњи део вулкана је због учесталих ерупција огољен и без вегетације.
Појава пирокластичних токова на падинама Улавун је врло честа и они достижу и до неколико километара у долину. Због нагомиланог вулканског материјала и висине купе, вулкан је потенцијално склон урушавању у блиској будућности.

## Ерупције
Најстарија забележена ерупција је са краја XVII века. Британски истраживач Вилијам Дампир забележио је у својим мемоарима активност из 1700. године. Прва наредна била је 1878. године, а описао ју је аустралијски трговац Вилфред Пауел.
Међу најинтензивнијим ерпуцијама убрајају се оне из 1970. године и 1980. године. Прва је остала упамћена по великим пирокластичним токовима, а друга по огромној количини пепела, изливању лаве и урушавању кратера.
Најскорија активност започела је 26. јуна 2019. године, избацивањем пепела и лаве, што је довело и до евакуације локалног становништва у близини вулкана и на његовим падинама.